# Baptism River
Der Baptism River ist ein Zufluss des Oberen Sees im US-Bundesstaat Minnesota.

## Verlauf
Der Baptism River entsteht am Zusammenfluss seiner beiden Quellflüsse East Branch und West Branch Baptism River nahe Finland. Der Fluss schneidet sich durch den Kanadischen Schild am Nordufer des Oberen Sees und mündet sieben Kilometer nordöstlich von Silver Bay in diesen. Der Fluss überwindet dabei den im Tettegouche State Park gelegenen 18 Meter hohen Wasserfall High Falls. Der Baptism River hat eine Länge von 14,2 Kilometer. Das Einzugsgebiet des Baptism River umfasst 218 km².